# Газир

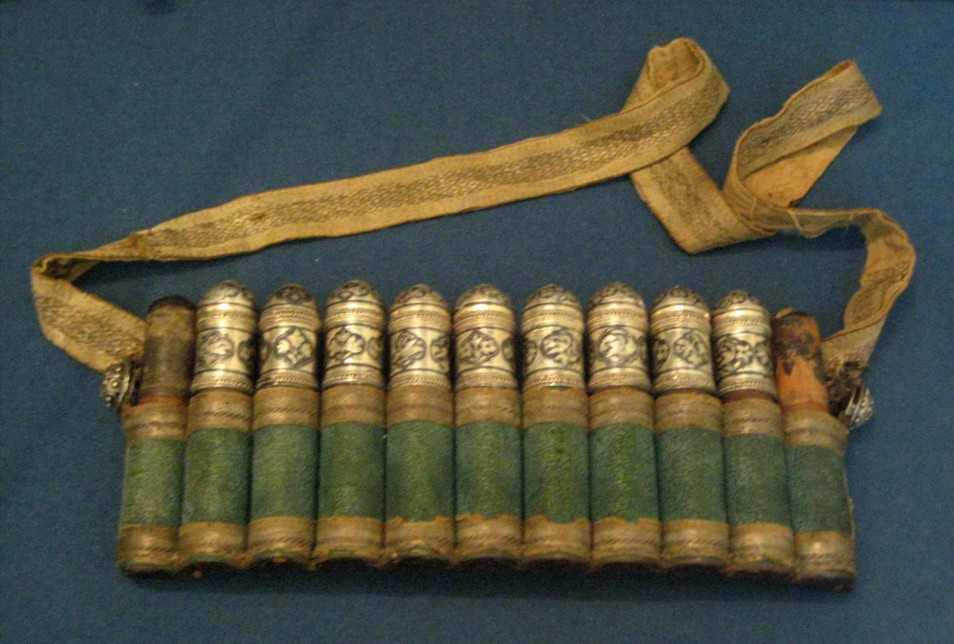
Газирниця

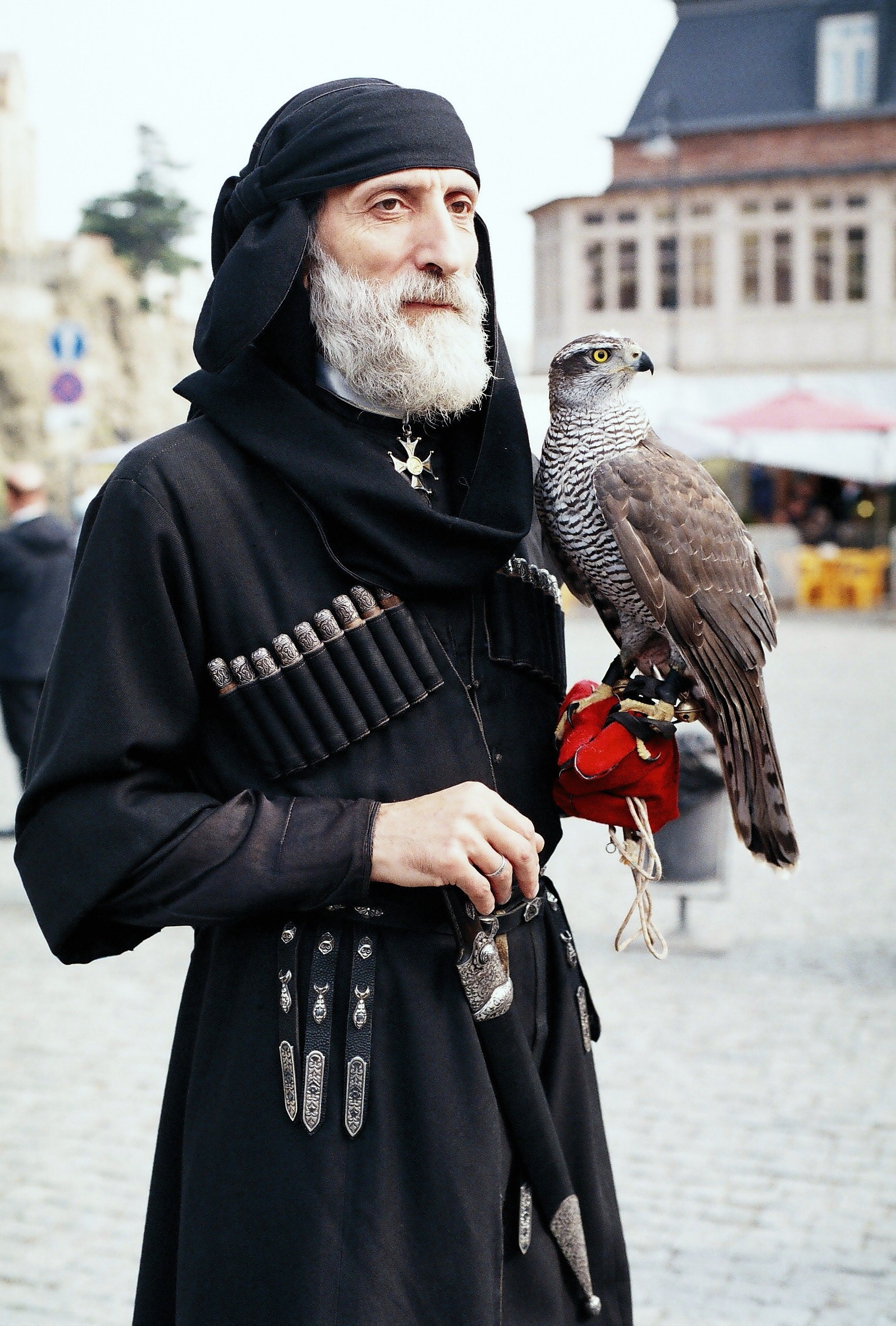
Грузинський чоловік в чохах

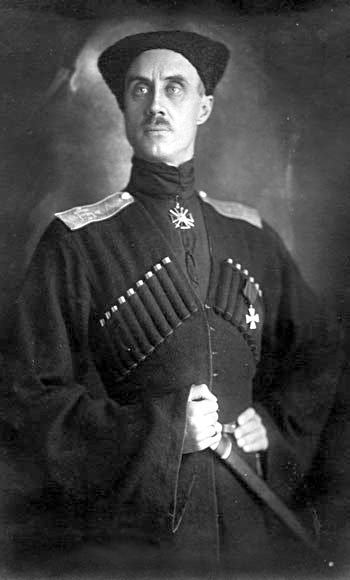
Барон Врангель в кавказькому національному одязі з газирями

Гази́р (від адизького (черкеського) г'езир — «напоготові») — циліндричне вмістище для порохових зарядів (а також самі порохові заряди), що імітує патронташ, у деяких народів Північного Кавказу (адиги, карачаївці і балкарці, чеченці тощо).  Нашиті на верхній частині черкески гнізда для патронів.
Газирі являли собою кишені, що нашивалися в один ряд на верхній чоловічий одяг, найчастіше черкеску, і були його невіддільним атрибутом. Надалі газирі перетворилися на декоративний елемент національного одягу.

## Історія
Газирі носили або в сумці-газирниці, або, частіше, у двох (по сторонах) рядах нашивних нагрудних кишеньок, що виконують роль патронташа.
Надалі стали декоративним елементом, який є невіддільною частиною національного одягу кавказьких народів (XIX — початку XX століття), терських, донських та кубанських козаків. Газирі зазвичай були кістяними, а парадні виготовлялися зі срібла.